# Albańska Deklaracja Niepodległości
Albańska Deklaracja Niepodległości (alb. Deklarata e Pavarësisë) – dokument podpisany 28 listopada 1912 we Wlorze ogłaszający powstanie niepodległego państwa albańskiego.

## Tło wydarzeń
W wyniku klęski Imperium Osmańskiego w I wojnie bałkańskiej ziemie zdominowane przez ludność albańską znalazły się pod kontrolą sojuszników bałkańskich (Czarnogóry, Serbii i Grecji), co groziło ich rozbiorem. W sytuacji, kiedy część terytoriów albańskich znajdowała się jeszcze pod kontrolą Turcji, a twierdze w Szkodrze i Janinie stawiały opór, grupa albańskich działaczy narodowych zdecydowała się zebrać i podjąć decyzję, co do przyszłości ziem albańskich.

## Zgromadzenie we Wlorze
Początkowe plany, aby zgromadzenie delegatów rozpoczęło obrady w Durrësie, nie powiodły się z uwagi na postępy armii serbskiej. W tej sytuacji na miejsce zgromadzenia wybrano stosunkowo bezpieczną Wlorę. Z pomocą Austro-Węgier do Albanii dotarł główny organizator Zgromadzenia – Ismail Qemali, który do portu w Durrësie dopłynął austro-węgierskim parowcem Wurmbrand, a stamtąd udał się konno w kierunku Wlory. Do miasta zaproszono 83 delegatów, ale tylko 37 z nich (z uwagi na toczące się działania wojenne) udało się dotrzeć na miejsce w odpowiednim czasie. Pozostali docierali do miasta w kolejnych dniach, kiedy Zgromadzenie kontynuowało obrady.

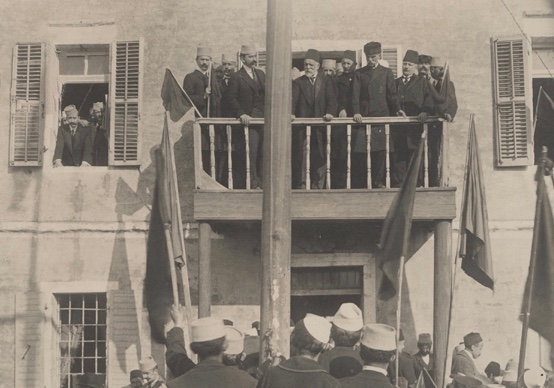
Ogłoszenie Deklaracji Niepodległości we Wlorze

28 listopada 1912 o godzinie 16 czasu miejscowego zebrani we Wlorze delegaci rozpoczęli obrady w domu należącym do Xhemila beja. Obradom przewodniczył Ismail Qemali, który w długim przemówieniu wyjaśnił zebranym delegatom obecną sytuację polityczną, podkreślając, że Albańczycy zawsze byli wierni Imperium Osmańskiemu, ale też nigdy nie zapomnieli swojego języka i swojej odrębności. W sytuacji, w której rząd osmański nie bierze pod uwagę interesów Albańczyków, mimo ich wiernej służby dla imperium. W obecnej sytuacji nie ma możliwości ocalenia Albanii przez walkę zbrojną i konieczne w opinii Qemala stało się oddzielenie Albanii od Imperium Osmańskiego. Delegaci poparli jednomyślnie stanowisko Qemala i podpisali uzgodniony tekst Deklaracji Niepodległości. Delegaci wyrazili wolę zachowania integralności terytorialnej ziem albańskich, wraz z Kosowem, a także neutralności wobec toczących się działań wojennych. Z uwagi na sytuację na froncie deklaracja nie miała większego znaczenia dla pozostałych państw. Decyzje podjęte na Konferencji Ambasadorów w Londynie (17 grudnia 1912) oznaczały de facto uznanie niepodległości Albanii, ale określanie jej statusu trwało do lipca 1913, kiedy to mocarstwa europejskie zgodziły się uznać Albanię jako neutralne, suwerenne i dziedziczne księstwo. 4 grudnia 1912 utworzono rząd, na czele którego stanął Ismail Qemal.

## Tekst deklaracji
We Wlorze, dnia 15/28 listopada. Po wygłoszeniu przemówienia przez Przewodniczącego, Ismaila Kemala Beja, w którym mówił o wielkich nieszczęściach, których doświadcza dzisiaj Albania, wszyscy delegaci zdecydowali jednomyślnie że Albania, tak jak dzisiaj powinna być samodzielna, wolna i niepodległa.

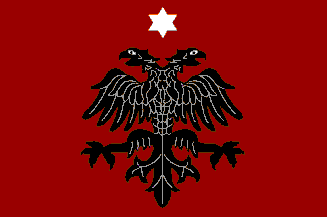
Flaga albańska z 1912

Po ogłoszeniu Deklaracji Ismail Qemali wygłosił przemówienie do zebranego tłumu, a o 17.30  wciągnięto na maszt flagę albańską. Pełny tekst deklaracji niepodległości opublikowano w czasopiśmie Perlindja e Shqypenies (pełniącego funkcję dziennika urzędowego rządu albańskiego). Oryginał dokumentu jest przechowywany obecnie w Archiwum Państwowym w Wiedniu.

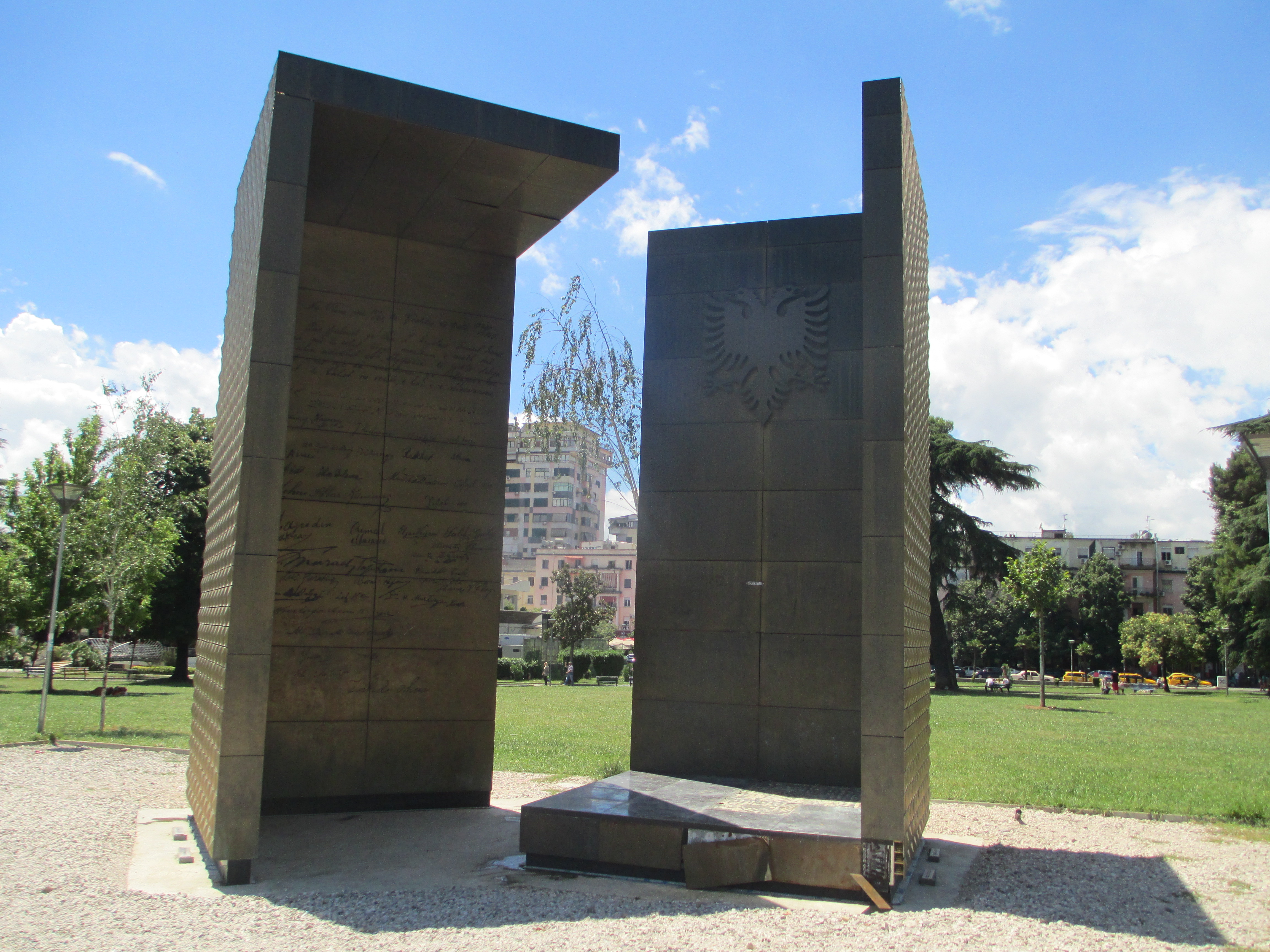
Pomnik wzniesiony w setną rocznicę niepodległości w Tiranie

## Delegaci
79 delegatów, którzy uczestniczyli w obradach we Wlorze określa się w albańskiej tradycji pojęciem ojcowie narodu (alb. Baballaret e kombit). Na zachowanym dokumencie znajduje się jednak tylko 40 podpisów.
- Berat
  - Dud Karbunara
  - Dhimitraq Tutulani
  - Sami Vrioni
  - Ilias Vrioni

- Czameria
  - Azis Tahir Ajdonati
  - Rexhep Demi
  - Veli Gërra
  - Jakup Veseli

- Delvina
  - Avni bej Delvina

- Dibra
  - Vehbi Dibra
  - Sherif Langu

- Durrës
  - Jahja Ballhysa
  - Abaz Çelkupa
  - Mustafa Hanxhiu
  - Nikollë Kaçorri

- Elbasan
  - Dervish Biçaku
  - Shefqet bej Dajiu
  - Qemal Karaosmani
  - Lef Nosi

- Gjirokastra
  - Elmas Boçe
  - Azis Gjirokastra
  - Veli Harçi
  - Hysen Hoxha
  - Myfit Libohova
  - Jani Papadhopulli
  - Petro Poga

- Gramsh
  - Ismail Qemali Gramshi

- Janina
  - Kristo Meksi
  - Aristidh Ruçi

- Korcza
  - Pandeli Cale
  - Spiridon Ilo
  - Thanas Floqi

- Kosowo – Plav – Gusinje
  - Qerim Begolli
  - Zenel Begolli
  - Isa Boletini
  - Ajdin Draga
  - Midhat Frashëri
  - Riza Bej Gjakova
  - Salih Gjuka
  - Dervish Ipeku
  - Rexhep Mitrovica
  - Bedri Pejani

- Kruja
  - Mustafa Merlika

- Lushnja
  - Qemal Mullaj
  - Ferit Vokopola
  - Nebi Sefa

- Mallakastra
  - Hajredin Cakrani

- Mat
  - Kurt Agë Kadiu
  - Riza Zogolli
  - Ahmed Zogu

- Ochryda – Struga
  - Myrteza Aliu
  - Mustafa Baruti
  - Dervish Hima
  - Hamdi Ohri
  - Zyhdi Ohri
  - Nuri Sojlliu
  - Myrteza Ali Struga

- Peqin
  - Mahmud Kaziu

- Përmet
  - Veli Këlcyra
  - Syrja bej Vlora

- Pogradec
  - Hajdar Blloshmi

- Shijak
  - Xhelal Deliallisi
  - Ymer Deliallisi
  - Ibrahim Efendiu

- Skrapar
  - Xhelal Koprencka

- Szkodra
  - Luigj Gurakuqi

- Tepelena
  - Fehim Mezhgorani

- Tetowo
  - Mehmet Pasza Deralla

- Tirana
  - Abdi Toptani
  - Murat Toptani

- Wlora
  - Zihni Abaz Kanina
  - Qazim Kokoshi
  - Jani Minga
  - Ismail Qemali
  - Eqrem Vlora
  - Zyhdi Vlora

- Kolonia albańska w Bukareszcie
  - Dhimitër Berati
  - Dhimitër Ilo
  - Dhimitër Mborja
  - Dhimitër Zografi